# Уилки, Аллен
Аллен Уилки (9 февраля 1878, Ливерпуль — 7 января 1970, Ротсей, Шотландия) — британский и австралийский актёр, театральный деятель.

## Биография
Шотландец по происхождению. Сын инженера. Окончил Ливерпульскую высшую школу. Увлёкся театром. В числе его учителей был Герберт Бирбом Три.
В 1905 году основал собственную театральную труппу, с которой гастролировал, играя в пьесе Шекспира «Венецианский купец». В 1911 году его коллектив играл в Индии, на Цейлоне, Сингапуре, Британской Малайе, Гонконге, в 1912 году — в Японии и на Филиппинах, в 1913 году вернулся в Англию, где принял приглашение присоединиться к турне по Южной Африке.
В 1915 году отправился в Австралию и до 1926 года выступал в организованной им «Шекспировской труппе» в городах Австралии и Новой Зеландии.
Поставил там около 25 пьес Шекспира и комедий драматургов XVIII века. В 1920 году организовал постоянную труппу, состоящую из молодых австралийских актёров.
В конце 1920-х годов работал в Канаде, затем вернулся в Англию.
С 1922 по 1924 год издавал «Шекспировский квартал» (The Shakespearean Quarterly).
Умер в Ротсее, на остров Бьют в Шотландии.

## Награды
- Командор Ордена Британской империи (1925)